# Macrocoeloma septemspinosum
Macrocoeloma septemspinosum är en kräftdjursart som först beskrevs av William Stimpson 1871.  Macrocoeloma septemspinosum ingår i släktet Macrocoeloma och familjen Mithracidae. Inga underarter finns listade i Catalogue of Life.